# Gare de Delta
La gare de Delta (en néerlandais : station Delta) est une gare ferroviaire belge de la ligne 26 de Schaerbeek à Hal, située sur le territoire de la commune d'Auderghem en région de Bruxelles-Capitale.
Elle est mise en service en 1980 par la Société nationale des chemins de fer belges (SNCB).
C'est une halte voyageurs de la SNCB desservie par des trains Suburbains (S). Elle permet des correspondances avec la station Delta desservie par la ligne 5 du métro de Bruxelles.

## Situation ferroviaire
Établie à environ 90 mètres d'altitude, la gare de Delta, est située au point kilométrique (PK) 13,300 de la ligne 26, de Schaerbeek à Hal, entre les gares de Merode et des Arcades.

## Histoire
La ligne 26, de Schaerbeek à Hal, fut mise en service en 1926 entre Schaerbeek et Watermael après de longs travaux commencés à la fin du XIXe siècle et interrompus par la guerre. Elle sera prolongée vers Linkebeek puis Hal en 1928 et 1930.
Sur le site de la future gare de Delta, un raccord en tranchée (doté d'un viaduc routier) devait permettre aux trains de la ligne d'Etterbeek à Tervueren de continuer sur la ligne 26. Les rails ne furent cependant jamais posés. Dans les années 1970, avec la construction du métro, de l'autoroute et l'abandon définitif de la ligne vers Tervueren, ce raccord inutilisé disparut complètement au profit du dépôt de Delta, de l'avenue de Beaulieu et de la station du métro. Contrairement à la gare ferroviaire de Merode, inaugurée peu après celle du métro, celle de Delta dut attendre 1980.
La gare de Delta est mise en service le 28 septembre 1980 par la Société nationale des chemins de fer belges (SNCB).

## Service des voyageurs

### Accueil
Halte SNCB, c'est un point d'arrêt non géré (PANG) à accès libre. Elle est équipée d'automates pour l'achat de titres de transport. L'accès se fait uniquement par la station de métro de la Société des transports intercommunaux de Bruxelles (STIB).

### Desserte
La gare de Delta est desservie en semaine par des trains Suburbains (S) des relations S4, de Malines à Alost, et S7, de Vilvorde à Hal. Aucun train ne dessert cette gare durant les week-ends et jours fériés,.
Sauf en cas de travaux sur la ligne 161A, aucun train ne dessert Delta durant les week-ends et jours fériés.
Avant la construction du tunnel Schuman-Josaphat, cette gare était desservie par tous les trains effectuant la desserte Halle - Vilvorde dont plusieurs effectuaient un rebroussement en gare de Bruxelles-Luxembourg. Désormais, la plupart de ces trains sont déviés par ce tunnel, ce qui occasionne un gain de temps et permet de desservir des gares plus fréquentées.

### Intermodalité
Elle est en lien direct avec la station Delta desservie par la ligne 5 du métro de Bruxelles.
Un arrêt de bus situé à proximité est desservi par des bus :
- de la société des transports intercommunaux de Bruxelles (STIB), des lignes : 71 (Delta - De Brouckère) et 72 (ADEPS - ULB) ;
- du réseau De Lijn, des lignes : R75 : Etterbeek - Overijse - Terlanen - Ottenburg - Gare de Wavre et R78 : Etterbeek - Hoeilaart - Maleizen - Tombeek - Wavre Parc Artisanal
- de l'opérateur de transport de Wallonie (TEC) de la ligne Express E11 : Etterbeek - Wavre - Louvain-la-Neuve.

## Comptage voyageurs
Ce graphique et tableau montre le nombre de voyageurs embarquant en moyenne durant la semaine, le samedi et le dimanche.
| Nombre de passagers qui embarquent à la gare de Delta | Nombre de passagers qui embarquent à la gare de Delta | Nombre de passagers qui embarquent à la gare de Delta | Nombre de passagers qui embarquent à la gare de Delta |
|                                                       | Semaine                                               | Samedi                                                | Dimanche                                              |
| ----------------------------------------------------- | ----------------------------------------------------- | ----------------------------------------------------- | ----------------------------------------------------- |
| 1977                                                  | -                                                     | -                                                     | -                                                     |
| 1978                                                  | -                                                     | -                                                     | -                                                     |
| 1979                                                  | -                                                     | -                                                     | -                                                     |
| 1980                                                  | 31                                                    | -                                                     | -                                                     |
| 1981                                                  | 56                                                    | -                                                     | -                                                     |
| 1982                                                  | 70                                                    | -                                                     | -                                                     |
| 1983                                                  | 53                                                    | -                                                     | -                                                     |
| 1984                                                  | 41                                                    | -                                                     | -                                                     |
| 1985                                                  | 54                                                    | -                                                     | -                                                     |
| 1986                                                  | 38                                                    | -                                                     | -                                                     |
| 1987                                                  | 73                                                    | -                                                     | -                                                     |
| 1988                                                  | 61                                                    | -                                                     | -                                                     |
| 1989                                                  | 62                                                    | -                                                     | -                                                     |
| 1990                                                  | 47                                                    | -                                                     | -                                                     |
| 1991                                                  | 58                                                    | -                                                     | -                                                     |
| 1992                                                  | 61                                                    | -                                                     | -                                                     |
| 1993                                                  | 140                                                   | -                                                     | -                                                     |
| 1994                                                  | 411                                                   | -                                                     | -                                                     |
| 1995                                                  | 383                                                   | -                                                     | -                                                     |
| 1996                                                  | 453                                                   | -                                                     | -                                                     |
| 1997                                                  | 484                                                   | -                                                     | -                                                     |
| 1998                                                  | 432                                                   | -                                                     | -                                                     |
| 1999                                                  | 437                                                   | -                                                     | -                                                     |
| 2000                                                  | 447                                                   | -                                                     | -                                                     |
| 2001                                                  | 494                                                   | -                                                     | -                                                     |
| 2002                                                  | 501                                                   | -                                                     | -                                                     |
| 2003                                                  | 488                                                   | -                                                     | -                                                     |
| 2004                                                  | 498                                                   | -                                                     | -                                                     |
| 2005                                                  | 483                                                   | -                                                     | -                                                     |
| 2006                                                  | 589                                                   | -                                                     | -                                                     |
| 2007                                                  | 632                                                   | -                                                     | -                                                     |
| 2008                                                  | -                                                     | -                                                     | -                                                     |
| 2009                                                  | 738                                                   | -                                                     | -                                                     |
| 2010                                                  | -                                                     | -                                                     | -                                                     |
| 2011                                                  | -                                                     | -                                                     | -                                                     |
| 2012                                                  | 748                                                   | -                                                     | -                                                     |
| 2013                                                  | 691                                                   | -                                                     | -                                                     |
| 2014                                                  | 626                                                   | -                                                     | -                                                     |
| 2015                                                  | 568                                                   | -                                                     | -                                                     |
| 2016                                                  | 291                                                   | -                                                     | -                                                     |
| 2017                                                  | 299                                                   | -                                                     | -                                                     |
| 2018                                                  | 346                                                   | -                                                     | -                                                     |
| 2019                                                  | 396                                                   | -                                                     | -                                                     |
| 2020                                                  | 199                                                   | -                                                     | -                                                     |
| 2021                                                  | -                                                     | -                                                     | -                                                     |
| 2022                                                  | 308                                                   | -                                                     | -                                                     |
| 2023                                                  | 330                                                   | -                                                     | -                                                     |
| 2024                                                  | 326                                                   | -                                                     | -                                                     |

Galerie de photographies
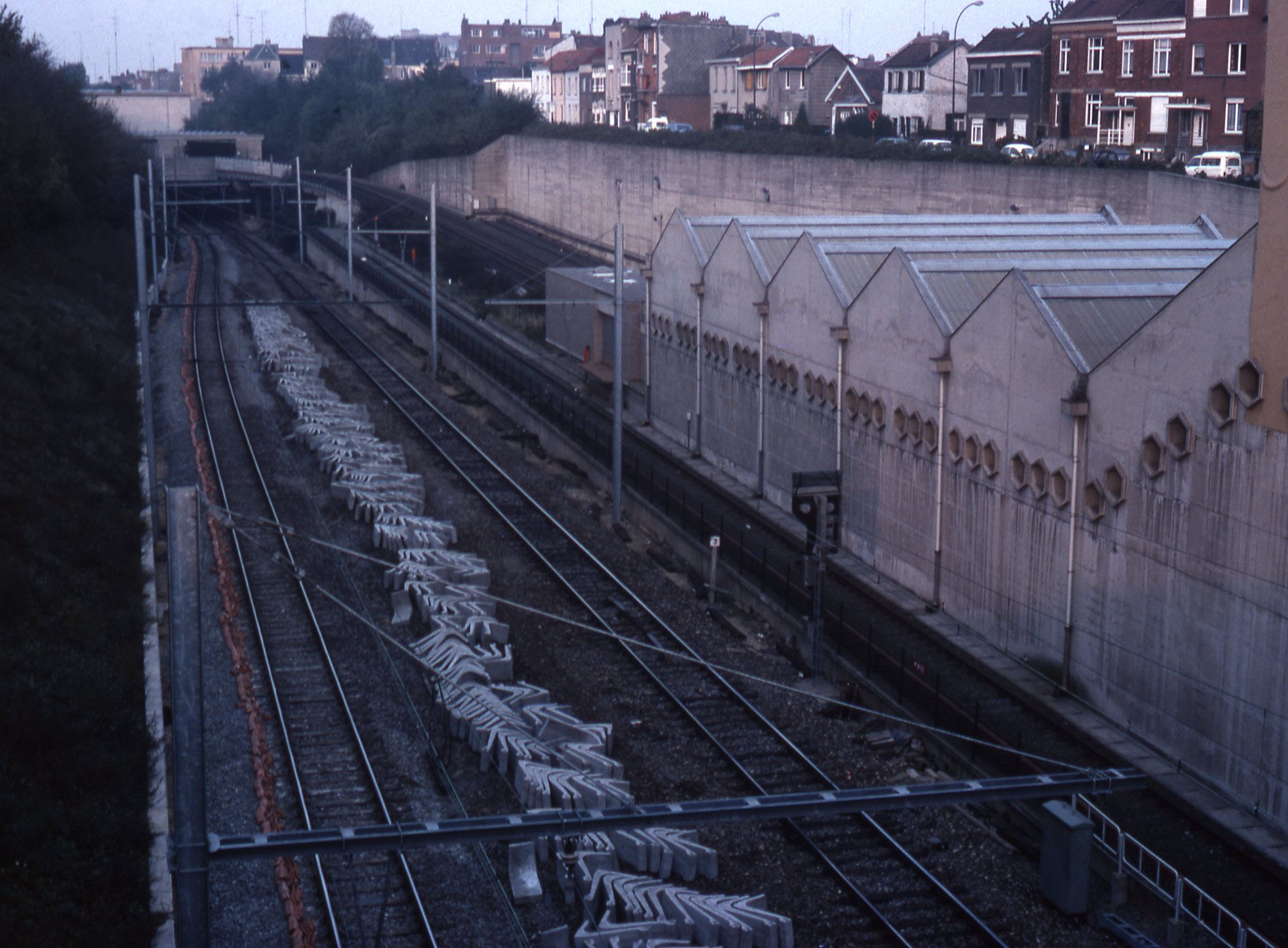
1979, avant la construction du quai.
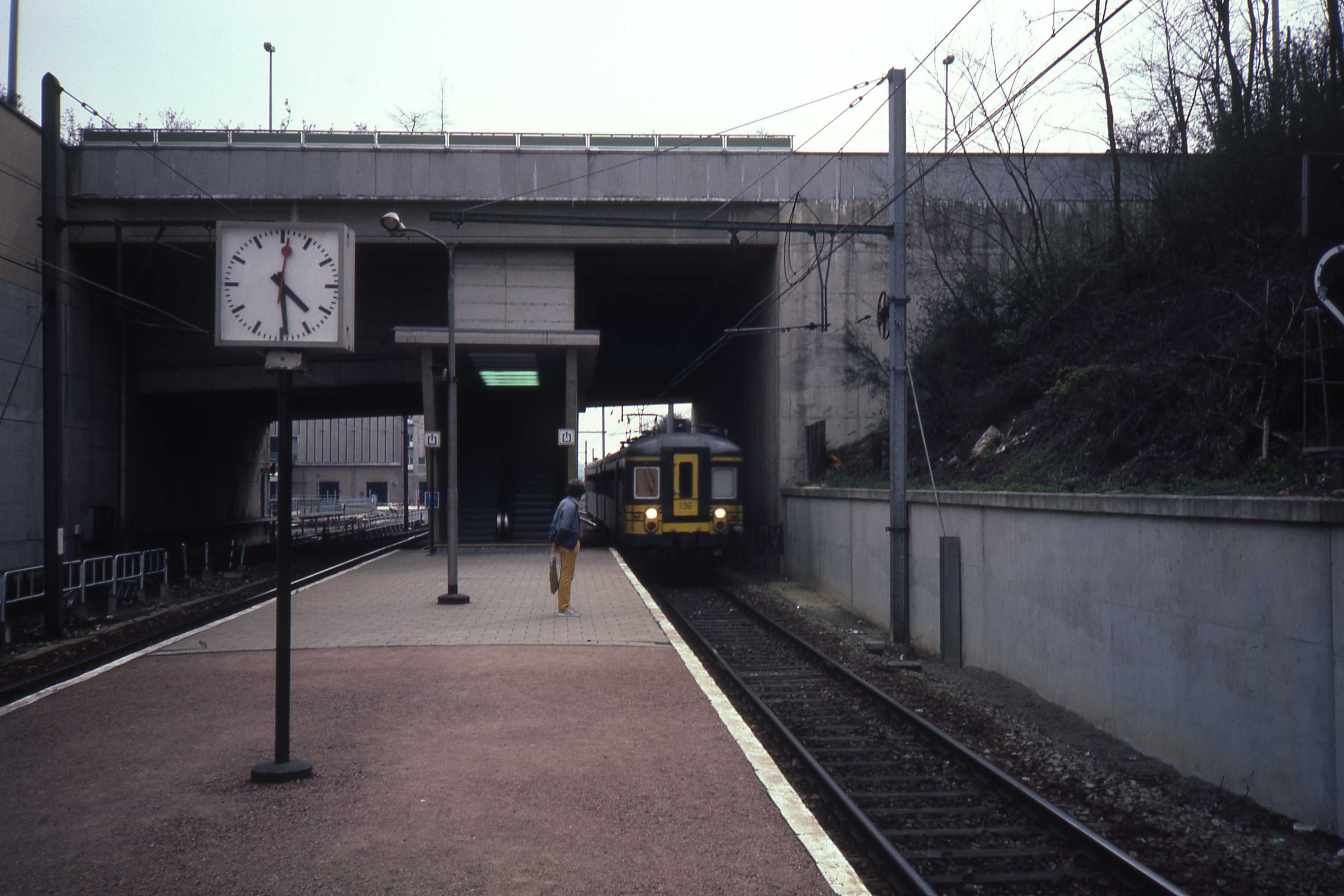
La gare en 1984.
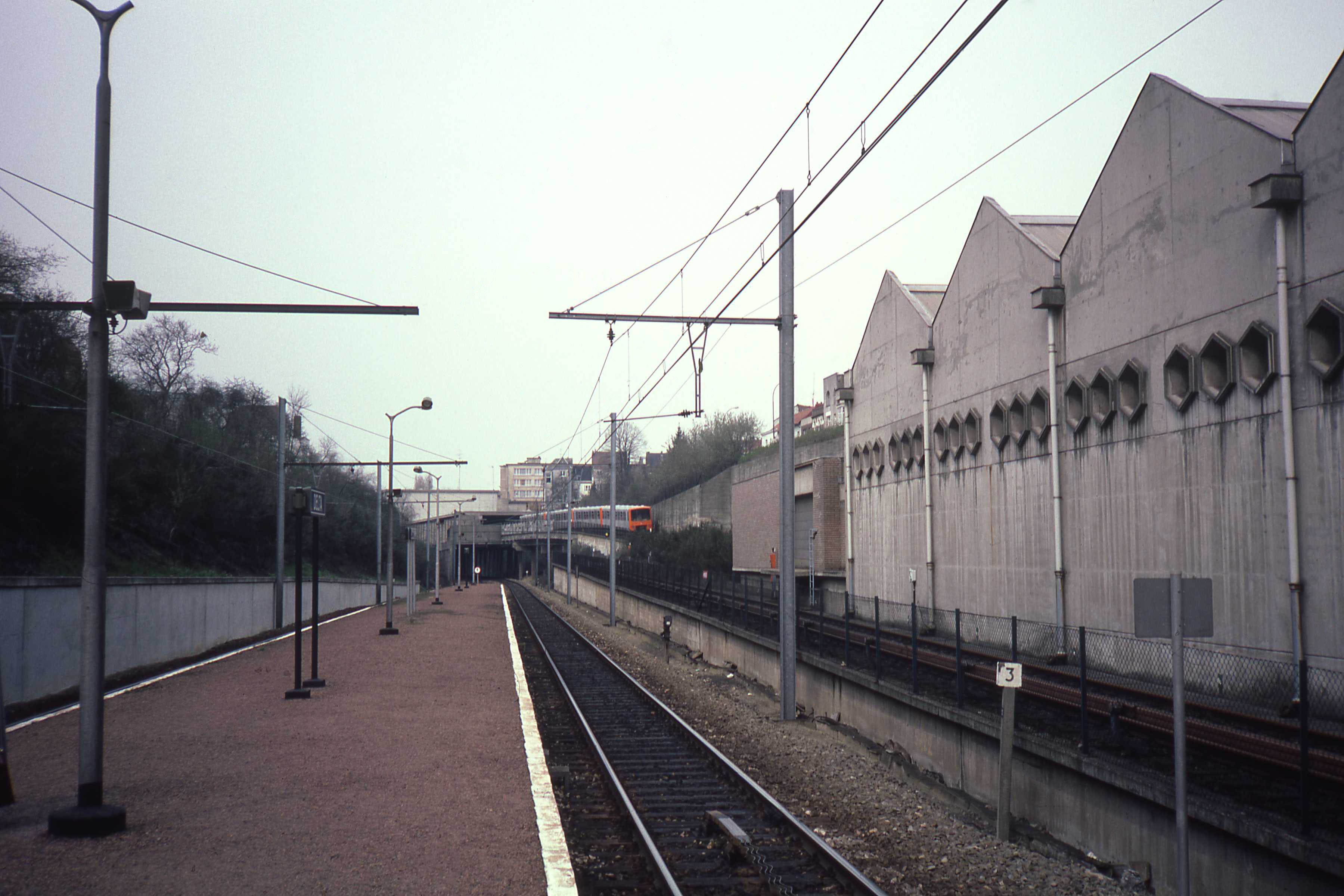
Quais et ligne du métro.
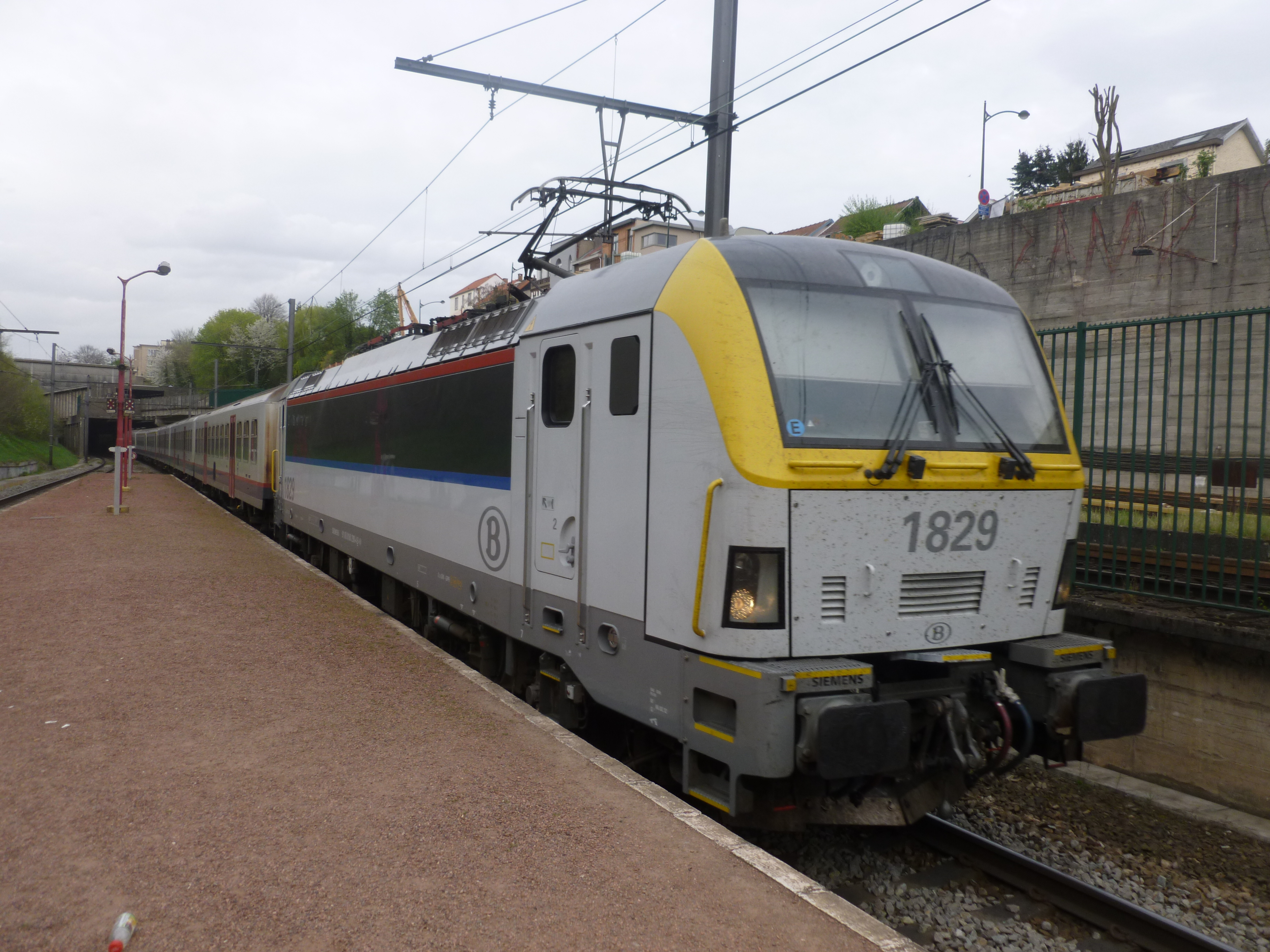
Train vide se dirigeant vers Etterbeek.

## Lieux remarquables à proximité
- Station de métro Delta
- Hôpital Delta
- Campus de la plaine de l'Université libre de Bruxelles.
- Dépôt bus/métro de la STIB.
- Caserne de pompiers Delta